# Maurizio Catalani
Maurizio Catalani (Roma, ...) è un regista televisivo, autore televisivo e conduttore radiofonico italiano.

## Biografia
Dopo gli inizi come deejay nelle discoteche passa alla conduzione di programmi radiofonici a Rai Radio 2. Dal 3 luglio 1978 è tra i nove conduttori del nuovo programma musicale che occupa l'intera fascia del tardo pomeriggio e serale "Spazio X" su Radiodue Radiorai tutti i giorni dal lunedì al venerdì dalle 17,55 alle 23,30 con tre speaker che ogni sera cambiavano alternandosi per mezz'ora ciascuno per l'intera trasmissione con le proprie scelte musicali (la sigla del suo spazio era "The groove" di Rodney Franklin). Alla fine degli anni Settanta, insieme al conduttore italoamericano Foxy John rilancia la celebre trasmissione radiofonica Hit Parade (1979), portata originariamente al successo da Lelio Luttazzi. Insieme ad altri colleghi partecipa alla fondazione di RaiStereoDue (1982), nata per iniziativa di Maurizio Riganti. Sempre nel 1982 dà avvio alla carriera di autore televisivo collaborando con Paolo Limiti al programma Buonasera con..., trasmesso da Rai 2. Dal 1982 al 1987 è uno dei tre membri fissi della commissione del Festival di Sanremo, diretto allora da Gianni Ravera. Nel 1984 è produttore musicale del varietà Premiatissima condotta da Johnny Dorelli, Ornella Muti e Gigi Sabani. In seguito è tra gli autori di Chi tiriamo in ballo?, programma della domenica di Rai 2, condotto da Gigi Sabani. 
Dal 1990 conduce con Emanuela Folliero la trasmissione musicale Top venti su Italia 1, nella quale si occupa di intervistare gli ospiti ad ogni puntata. Negli anni Novanta firma le sue prime regie televisive con La linea musicale su Rai 3 (Doors, David Bowie, Rolling Stones) e Madonna su Rai 1. Poi è la volta di Gratis, su Rai 1, con Ambra Angiolini, Nicola Arigliano, Francesco Paolantoni e Silvana Pampanini. Inizia con Su e giù, per Rai 1, la sua collaborazione con Gregorio Paolini, con il quale realizzerà Shout per Rai 2 nonché la regia del primo reality italiano: Indovina chi viene a cena, programma prodotto da Rai 2 sotto la direzione di Carlo Freccero. Dal 1999 al 2005 firma la regia degli scherzi per Scherzi a parte (su Canale 5) ed è il regista della Premiata Ditta. Negli anni a seguire firma la regia dell'access prime time di Rai 1 e, per varie edizioni, di Soliti ignoti - Identità nascoste, condotto da Fabrizio Frizzi, a cui si aggiungono i sabato sera in prime time di Telethon e Domenica In. Nel 2014 è coautore, con Claudio Sanfilippo, del brano La palla è rotonda, cantato da Mina e utilizzato come sigla dei programmi televisivi della Rai dedicati al Campionato mondiale di calcio 2014, svoltosi in Brasile.

### Radiofonia
- Spazio X
- Le mille canzoni'
- Hit Parade
- RaiStereoDue
- Catalani quotidiani

### Autore
- Buonasera con… Fred Bongusto, Ornella Vanoni, Peppino Di Capri, La Smorfia,I Giancattivi
- Poker d'assi con Massimo Ranieri
- Festival di Saint Vincent
- Chi tiriamo in ballo? (1985-1986, con Gigi Sabani)
- Shout (2001-2002, Rai 2)

### Autore e regista
- Top venti (1990-1993, Italia 1)
- Speciale Paul McCartney (1992, Italia 1)
- Scherzi a parte (1999-2005, Canale 5)
- Su e giù con Gaia De Laurentiis (2000, Rai 2)
- Punto e a capo (2003, con Alda D’Eusanio, Rai 2)
- Una giornata particolare (2004, con Milly Carlucci, Rai 1)
- Vota Antonio (2007, Rai 2)
- Campionato mondiale di calcio (2014, Rai 1, Rai 2, Rai Sport)

### Regista
- Linea musicale (1997-1997, Rai 3)
- Notte dei Doors (Rai 3)
- Concerto di Madonna (1998, Rai 1)
- Gratis  con Ambra Angiolini, Angelo Branduardi (1999, Rai 1)
- Indovina chi viene a cena (2002, Rai 2)
- Oblivious (2003, con la Premiata Ditta, Italia 1)
- Premio Giorgio Almirante con Claudia Cardinale,Giorgio Albertazzi (Rai 2)
- Soliti ignoti - Identità nascoste (2010-2012, con Fabrizio Frizzi, Rai 1)
- Speciale sabato sera (2011-2012, Rai 1)
- Speciale Telethon sabato sera (2010-2011, Rai 1)
- Domenica in (2012-2013, con Lorella Cuccarini, Rai 1)
- Festival di Sanremo con Lorella Cuccarini (Rai 1)
- Una voce per Padre Pio (prima serata Rai Uno)

### Produttore musicale
- Premiatissima (1984, con Johnny Dorelli e Ornella Muti, Canale 5)
- Sfilata di Valentino (1985, Canale 5)
- 40 anni di TV Sorrisi e Canzoni (1991, con Corrado, Canale 5)

### Altri iniziative
- Commissione Festival di Sanremo (1982-1987)
- Les enfants du paradis (1983, con Vladimir Derevianko, opera teatrale)
- Convention Gruppo Fiat -Fiat-Alfa Romeo- Lancia (regia)
- Cirque du soleil (2010, spot televisivo)
- La palla è rotonda (2014, coautore del testo del brano, cantato da Mina e utilizzato come sigla dei programmi televisivi della Rai dedicati al Campionato mondiale di calcio 2014)
- Produttore Musicale con Fred Bongusto e musica dance con Paolo Micioni
- Fondatore della Università del Calcio master italiano sulla formazione calcistica a 360° diretto da Mario Sconcerti e patrocinato da C.O.N.I. e F.G.C.I. (anno fondazione 2015) http://www.universitadelcalcio.it/
- Apertura in società con lo studio Canovi della Women Soccer World (agenzia di calcio femminile nazionale ed estera) (anno di fondazione 2019) http://www.womensoccerworld.com
- Fondatore della Soccer Global World piattaforma di Scuoting Internazionale